# کرک جوبجارکلوستور
کرک جوبجارکلوستور (به لاتین: Kirkjubæjarklaustur) یک منطقهٔ مسکونی و جنگل در ایسلند است که در Skaftárhreppur واقع شده‌است. کرک جوبجارکلوستور ۵۰۱ نفر جمعیت دارد.

## خواهرخوانده
شهر چشمه (شهر) خواهرخواندهٔ کرک جوبجارکلوستور هست.